# 18812 Аліадлер
18812 Аліадлер (1999 KT13, 1989 UF4, 1999 LG19, 18812 Aliadler) — астероїд головного поясу, відкритий 18 травня 1999 року.
Тіссеранів параметр щодо Юпітера — 3,527.